# Gehyra australis
Espèce
Synonymes
- Phyria punctulata Gray, 1842

Statut de conservation UICN

 LC  : Préoccupation mineure
Gehyra australis est une espèce de geckos de la famille des Gekkonidae.

## Répartition
Cette espèce est endémique d'Australie. Elle se rencontre dans le nord-ouest du Queensland, dans le nord du Territoire du Nord et en dans le nord de l'Australie-Occidentale.

## Publication originale
- Gray, 1845 : Catalogue of the specimens of lizards in the collection of the British Museum. p. 1-289 (texte intégral).